# (855) Ньюкомбия
(855) Ньюкомбия (лат. Newcombia) — небольшой астероид главного пояса, открытый 3 апреля 1916 года российским астрономом Сергеем Ивановичем Белявским в Симеизской обсерватории, в Крыму и назван в честь американского астронома Саймона Ньюкомба.
Изначально первооткрывателем был объявлен Макс Вольф, который независимо открыл астероид 28 апреля 1916 года.